# Avitta inductalis
Avitta inductalis là một loài bướm đêm trong họ Noctuidae.